# Yarden Gerbi
Yarden Gerbi (n. 8 iulie 1989, Kfar Saba⁠(d), Districtul Central, Israel) este o sportivă ce a reprezentat Israel, medaliată olimpică. A participat la o ediție a Jocurilor Olimpice (2016) în care a câștigat o medalie de bronz.